# Luci Bruci Quinti Crispí
Luci Bruci Quinti Crispí (en llatí: Lucius Bruttius Quintius Crispinus) va ser un magistrat romà del segle iii. Portava els noms gentilicis de la gens Brúcia i de la gens Quíntia, i en concret de la branca dels Quinti Crispí.
Va ser cònsol l'any 224 i catorze anys després, el 238. Va convèncer els habitants d'Aquileia de tancar les portes i fer front darrere les muralles a Maximí el Traci, que la va atacar amb ràbia. Els excessos de Maximí van provocar-li la mort a mans dels seus soldats.